# Cidade de Deus (filme)
Cidade de Deus é um filme de ação brasileiro de 2002 produzido pela O2 Filmes, VideoFilmes e distribuído pela Lumière Brasil. É uma adaptação roteirizada por Bráulio Mantovani a partir do livro de mesmo nome escrito por Paulo Lins. Foi dirigido por Fernando Meirelles, codirigido por Kátia Lund e estrelado por Alexandre Rodrigues, Leandro Firmino e Alice Braga.
O filme retrata o crescimento do crime organizado na Cidade de Deus, uma favela que começou a ser construída nos anos 1960 e tornou-se um dos lugares mais perigosos do Rio de Janeiro no começo dos anos 1980. Para contar a trajetória deste lugar, o filme narra a vida de diversos personagens e eventos que se entrelaçam no decorrer da trama. Tudo pelo ponto de vista do Buscapé, o protagonista-narrador que cresceu em um ambiente muito violento. Porém, encontra subsídios para não ser fisgado pela vida do crime.
A adaptação cinematográfica iniciou-se no segundo semestre de 1997, um pouco depois de Heitor Dhalia presentear Fernando Meirelles com o livro de Paulo Lins. Dhalia sugeriu a adaptação a Meirelles que, tempos depois, acatou a sugestão, comprou os direitos e chamou Bráulio Mantovani para escrever o roteiro, que, por sua vez, foi concluído em tempo recorde, tendo seu primeiro tratamento no início de 1998. Durante um longo período, Meirelles e a equipe trabalharam com mais de 400 jovens e adultos em uma oficina de atores feita exclusivamente para o filme. As filmagens duraram nove semanas, entre junho e agosto de 2001.
Cidade de Deus é considerado um dos filmes brasileiros mais importantes de todos os tempos, sendo enaltecido pela crítica especializada, que, em geral, enfatizou suas qualidades artísticas e estéticas. O longa representa o marco final no período de reflorescimento da produção cinematográfica brasileira, conhecido como "cinema da retomada". Foi lançado no Brasil em 30 de agosto de 2002, acumulando um público total de 3 307 746 espectadores. Mudou o paradigma do cinema brasileiro ao ser o único até agora a receber quatro indicações ao Oscar, nas categorias de melhor diretor, melhor roteiro adaptado, melhor edição e melhor fotografia.

## Enredo
Na cena de abertura, galinhas são preparadas para o almoço quando uma escapa e é perseguida por um grupo armado pelas ruas da favela Cidade de Deus. A galinha para entre a gangue e um jovem chamado Buscapé, que acredita que a gangue quer matá-lo. Buscapé, o narrador, começa a contar a história de sua infância, e o filme volta ao final dos anos 1960.
Nos anos 1960, a favela é um complexo habitacional recém-construído longe do centro do Rio de Janeiro, com pouco acesso à eletricidade e água. Três ladrões amadores conhecido como "Trio Ternura" — Cabeleira, Alicate e Marreco — aterrorizam os negócios locais. Marreco é o irmão de Buscapé. Como Robin Hood, eles dividem parte do dinheiro roubado com os habitantes da favela chamada de Cidade de Deus e, em troca, são protegidos por eles. Vários garotos acompanham e idolatram o trio, e um deles, chamado de Dadinho, os convence a roubar um motel. A gangue concorda, porém decide por não matar ninguém e, achando que Dadinho é pequeno demais para participar, deixa-o como vigia. Insatisfeito, Dadinho dá um tiro de advertência no meio do roubo e procede para satisfazer seu desejo assassinando todos ocupantes no motel. O massacre chama a atenção da polícia, fazendo com que o Trio Ternura deixe a favela. Alicate se junta à igreja, Cabeleira é morto pela polícia ao tentar escapar com sua namorada e Marreco é morto por Dadinho depois de tentar roubar o dinheiro do menino e seu amigo Bené, que estavam se escondendo após os crimes cometidos no motel.
O tempo avança alguns anos. Buscapé se junta a um grupo de jovens que gostam de fumar maconha. Ele desenvolve um interesse em fotografia ao tirar fotos de seus amigos, especialmente de uma garota, Angélica. Ele tenta várias vezes se aproximar dela; porém, todas elas são arruinadas por um grupo de jovens arruaceiros conhecidos como Caixa Baixa. Dadinho muda seu nome para Zé Pequeno e, junto com seu amigo de infância Bené, estabelece um império do tráfico de drogas eliminando toda a sua competição, com a exceção de um traficante chamado Cenoura.
Uma relativa paz chega à Cidade de Deus com Zé Pequeno no comando, que evita chamar a atenção da polícia abordando e matando um dos Caixa Baixa, que estava cometendo crimes na área. Zé planeja matar seu concorrente, Cenoura, porém é impedido por Bené, que é amigo de Cenoura. A certa altura, junto com Angélica, ele decide deixar sua vida criminal para trás e se mudar para uma fazenda; assim, ele faz uma grande festa de despedida. Zé, não conseguindo dançar com uma garota por quem se interessou, humilha o namorado desta, um homem chamado Mané Galinha. Mais tarde, Bené é morto por um antigo traficante, Neguinho, que estava tentando matar Zé. Bené era o único homem que impedia Zé Pequeno de atacar os negócios de Cenoura. Sua morte deixa Zé em perigo e Cenoura com medo.

Cena em que Zé Pequeno toma a boca de fumo de Neguinho, onde é dita a frase "Meu nome agora é Zé Pequeno", considerada um marco e titulada como uma das mais inesquecíveis do cinema.

Após a morte de Bené, Zé Pequeno estupra a namorada de Mané Galinha e mata seu tio e irmão. Galinha, procurando vingança, se alia a Cenoura. Depois de matar um dos homens de Zé e ferir o próprio, uma guerra entre as duas facções começa envolvendo toda a Cidade de Deus. Ambos os lados recrutam mais e mais "soldados", com Zé fornecendo armas para os Caixa Baixa, com a condição destes lutarem para ele. Com inveja da notoriedade de Galinha, Zé Pequeno faz Buscapé tirar fotos dele e da sua gangue. Sem o conhecimento de Buscapé, uma repórter decide publicar as fotos no jornal. Buscapé, erroneamente achando que Zé Pequeno quer matá-lo, teme por sua vida. Na verdade, Zé fica muito satisfeito com seu ganho de notoriedade.
Voltando ao início de filme, confrontado pela gangue, Buscapé se surpreende quando Zé manda que ele pegue a galinha que fugiu. Enquanto Buscapé se prepara para capturar a ave, Mané Galinha e Cenoura aparecem e um tiroteio começa entre as duas gangues e, mais tarde, a polícia intervém. Mané Galinha é morto por Otto, um menino que havia se infiltrado na gangue para vingar a morte de seu pai, morto por Galinha em um assalto a banco. Zé Pequeno e Cenoura são presos. Zé é revistado e humilhado pelos policiais, porém é solto; com tudo sendo fotografado por Buscapé. Depois da saída dos policiais, os Caixa Baixa cercam Zé e o matam em vingança de seu amigo. Buscapé tira fotos do corpo de Zé e as leva para o jornal. Temendo as represálias da polícia, Buscapé opta por só entregar as fotos de Zé morto, conseguindo um bom emprego no jornal. Os Caixa Baixa assumem a criminalidade na Cidade de Deus, e tudo recomeça outra vez.

## Elenco
- Alexandre Rodrigues como Buscapé: É o personagem principal e narrador. Um jovem calmo, honesto, que tem o sonho de se tornar fotógrafo, e o único personagem que apesar da vivência com a grande violência não consegue ser fisgado pelo mundo do crime e nem morto pela guerra das facções da favela Cidade de Deus. Seu nome verdadeiro é Wilson Rodrigues.[8][9]
- Leandro Firmino como Zé Pequeno/Dadinho:
Um traficante de drogas sociopata que tem prazer sádico em matar seus rivais. Quando seu único amigo, Bené, é morto, ele sofre grande distúrbios de raiva se tornando ainda mais sem limites. Dadinho é seu apelido quando criança, tendo o mudado para Zé Pequeno em uma cerimônia de candomblé.[10][8]
  - Douglas Silva interpreta Dadinho na infância.
- Alice Braga como Angélica: Uma velha amiga e interesse amoroso de Buscapé, e mais tarde a namorada de Bené, que o motiva a abandonar a vida criminosa.
- Phellipe Haagensen como como Bené: Amigo de infância de Zé Pequeno, que cresceu com ele no mundo do crime. Ele é bastante amado por todos na Cidade de Deus por seu modo de tratar cada morador. 
  - Michel Gomes retrata Bené na infância.[8]
- Jonathan Haagensen como Cabeleira: O irmão mais velho de Bené e líder do Trio Ternura, um grupo de assaltantes que partilham os seus lucros com a população da Cidade de Deus em uma alusão a Robin Hood.
- Matheus Nachtergaele como Sandro Cenoura: Um traficante de drogas amigo de Bené, que detém um ponto de tráfico na Cidade de Deus e rivaliza com Zé Pequeno. Cenoura é um personagem decisivo no início da guerra pelo poder na favela nos anos 1980.[8]
- Seu Jorge como Mané Galinha: Um homem bonito, honesto e carismático. Zé Pequeno estupra sua namorada e massacra vários membros da família de Mané Galinha, fazendo-o unir forças com Cenoura para vingar-se de Zé Pequeno.[11][12]
- Renato de Souza como Marreco: Um membro do Trio Ternura e irmão de Buscapé. Seu nome verdadeiro é Renato Rodrigues.
- Roberta Rodrigues como Berenice: Namorada de Cabeleira, que é irmão de Bené.[8]
- Daniel Zettel como Tiago: Um viciado em drogas e namorado ruivo de Angélica. Mais tarde rompe o namoro e torna-se sócio de Zé Pequeno.[8]
- Darlan Cunha como Filé com Fritas: Um jovem menino que se junta à quadrilha de Zé.
- Charles Paraventi como Tio Sam: um fornecedor de armamentos ilegais, conseguidos através de um esquema com policiais corruptos. Ele fornece armas tanto para o bando de Zé Pequeno, quanto para o de Cenoura
- Graziella Moretto como Marina Cintra: Jornalista do Jornal do Brasil, que contrata Buscapé como fotógrafo.
- Rubens Sabino como Neguinho: um traficante cuja boca é tomada por Zé Pequeno. Mais tarde, por vingança, tenta matar Zé e acaba assassinando Bené.[13]

O elenco também inclui Thiago Martins (Lampião), Marcos "Kikito" Junqueira (Otávio), Marcelo Mello Jr., Bernardo Santos, Diego Batista, e Micael Borges como membros do grupo de menores infratores conhecidos como Caixa Baixa; Babu Santana como o Grande, um dos primeiros chefes do tráfico da Cidade de Deus e antecessor de Cenoura; Sabrina Rosa vive a namorada de Mané Galinha, violentada por Zé Pequeno; Gero Camilo como o pedreiro Paraíba, um morador da Cidade de Deus nos anos 1960, enquanto Karina Falcão interpreta sua mulher e Dani Ornellas uma vizinha do casal; Mumuzinho interpreta Salgueirinho, um membro do bando de Zé Pequeno, enquanto Mary Sheila vive a mulher de Neguinho; e Edson Montenegro interpreta o pai de Buscapé.

## Produção

### Desenvolvimento

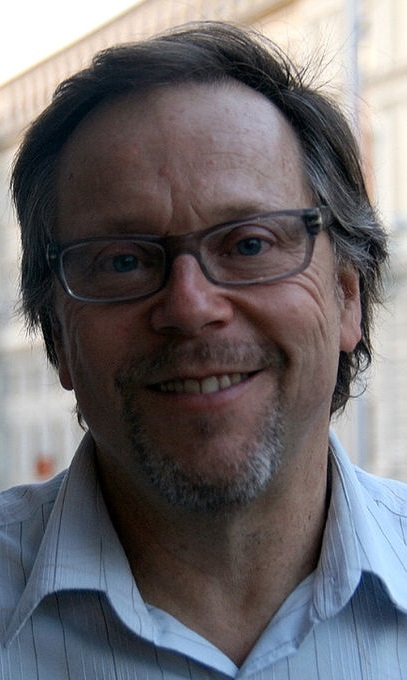
Fernando Meirelles dirigiu Cidade de Deus em conjunto de Kátia Lund.

Em 1997, foi publicado o livro de Paulo Lins, no qual o longa Cidade de Deus é baseado. O livro foi rapidamente aclamado pela critica especializada, sendo considerado um dos primeiros romances contemporâneos a narrar, com eloquência e qualidade literária, a vida dos moradores da favela com um ponto de vista único. Pouco tempo depois do lançamento nas livrarias, Fernando Meirelles ganha de presente o livro de Heitor Dhalia — que na época era redator de agência de publicidade e admirava Meirelles por seus trabalhos no meio publicitário. Dhalia sugeriu a adaptação cinematográfica a Meirelles, que de imediato recusa, considerando não ser apto ao projeto por morar em São Paulo. "Sabia pouco sobre a organização da favela e sobre o tráfico e jamais sairia de São Paulo para rodar um longa-metragem no Rio, sobre um assunto tão distante da minha realidade", analisa Meirelles.
As resenhas publicadas sobre o livro eram bastante positivas — juntamente com Andrea Barata Ribeiro, sócia na produtora O2 Filmes, foram responsáveis por estimular Meirelles a mudar de pensamento e resolver ler o romance. Meirelles relatou que, ao chegar na página 100, foi obrigado a concordar que havia um argumento interessante. Continuando a leitura, começou a grifar ao acaso as passagens importantes. Quando chegou ao fim, já havia anotado desenhos de cenários e os personagens principais.
Depois das anotações, Fernando Meirelles entrou em contato com o autor, Paulo Lins. De imediato, foi informado que outros cineastas e produtores já tinham demonstrado interesse pela obra. Então Meirelles marcou um encontro com Lins para relatar sua intenção de se desprender da carreira publicitária, que abrangia muitos diretores brasileiros na época, se pudesse adaptar o livro aos cinemas. Sendo este um dos principais motivos julgados por Meirelles que o fez conseguir os direitos de reprodução da obra. "Creio que foi minha disposição sincera de mergulhar no projeto que falou mais alto" disse o diretor. Depois da conversa, houve uma semana sem telefonemas, e então Paulo Lins liga informando que lhe venderia os direitos.

Eu acabava de ganhar um projeto que iria transformar minha vida e me fazer descobrir o Rio de Janeiro e parte do Brasil. De quebra, ganhei um novo amigo.— Fernando Meirelles

### Roteiro
Meirelles, então, tinha em suas mãos um livro com mais de 250 personagens e a tarefa de encontrar uma forma cinematográfica para adaptar o material. Ele descartou o caminho que julgava "fácil", que seria escolher apenas uma das tramas do livro e desenvolvê-la. Para seguir o caminho do livro, não poderia desenvolver uma história linear com início, meio  e fim, devido os personagens e as situações que se sucediam. Então, desde os primórdios do desenvolvimento do roteiro, acreditava na ideia de somar várias histórias que, justapostas, iriam fazer com que chegasse ao resultado pretendido. Foi levado em consideração o começo nos anos 60 e a chegada aos anos 80. Segundo o diretor, isto enfatizaria um aspecto de saga, mostrando o desenvolvimento do tráfico no Rio de Janeiro. Com esta premissa em sua mente, Meirelles convida Bráulio Mantovani para escrever o roteiro. Mantovani nunca havia trabalhado escrevendo projetos para o cinema. Na época, era roteirista de uma série da TV Cultura intitulada Oficinas Culturais, que tinha Meirelles como consultor de cinema e TV. Em seu primeiro contato com o livro de Lins, Mantovani teve uma reação negativa: "Achei que era muito difícil. Achei, na verdade, que ele [Meirelles] tinha enlouquecido" relata o roteirista em uma entrevista. Ao ler as primeiras 200 páginas do livro, Mantovani achou que adaptação nos moldes estabelecidos por Syd Field em seus livros de conceito roteirísticos seria impossível, chegando à conclusão de que Meirelles tinha escolhido mal. No entanto, se afirmou no projeto, após o diretor em reuniões posteriores desenvolver melhor a linha criativa, cujo maior enfoque seria um filme fragmentado, reiterando que o enredo conteria várias pequenas histórias.
Em 1998, Bráulio Mantovani conseguiu, em tempo recorde, concluir o primeiro tratamento do roteiro. Em 1999, o Sesc São Paulo realizou uma edição do evento Laboratório de Novas Histórias com uma sessão de apresentação de roteiros no Grande Hotel em Campos do Jordão. O roteiro de Mantovani foi um dos apresentados na oficina e chegou a ser lido por vários consultores internacionais, entre eles Fernando Solanas — cineasta argentino de Tangos: El exilio de Gardel —, e Alexander Payne — que na época estava lançado seu longa Election no Brasil. Payne foi o que mais demonstrou entusiasmo ao primeiro tratamento de Cidade de Deus, e manteve contato com Mantovani mesmo depois do evento. Esse primeiro tratamento ganhou um prêmio internacional do Writers Guild of America Award (sindicato estadunidense dos roteiristas). Para receber o prêmio, Mantovani foi a Los Angeles e hospedou-se na casa de Payne, que acompanhou o desenvolvimento do roteiro se permitindo a dar sugestões que foram acatadas por Mantovani ao tratamento final. Payne teve seu nome creditado como colaborador de roteiro nos créditos finais de Cidade de Deus e compareceu à estreia mundial, no Festival de Cannes. Quando finalizada a primeira versão, as tarefas seguintes foram resumidas no processo de enxugamento. Ao quarto tratamento, Fernando Meirelles relata que já tinha um roteiro para ser filmado e foi dado o início a pré-produção. Durante um ano, foi feita uma série de tratamentos no roteiro, estes com colaboração de todos os envolvidos da equipe.
No livro, Buscapé é baseado em um amigo do autor, um personagem que realmente existiu e que é branco. Ele não possui uma importância central na trama desenvolvida por Paulo Lins. Em contrapartida, no momento da escrita do roteiro, Buscapé foi sendo adaptado e tornou-se notável. Sua casa invadida pela polícia, ele sendo coagido a tirar fotos dos traficantes e estas fotos estampando a primeira página de um jornal de grande circulação foram situações criadas pelo roteirista para sobrepor o personagem. Mantovani comenta que "queria que ele fosse menos um observador e mais um participante vulnerável entre os perigos e tentações que lhe cercavam". Estas adaptações buscou inspiração no próprio Paulo Lins para estruturar Buscapé, e consequentemente, tornando o personagem negro. Foi filmado o décimo segundo tratamento, porém, novas modificações aconteceram durante as filmagens e percorrendo até o momento da pós-produção na ilha de edição. "Esse roteiro contou com a contribuição milionária das improvisações dos atores. Foram eles que 'escreveram' a versão final dos diálogos", comentou Mantovani em uma entrevista concedida à Gazeta Digital em julho de 2003. Mantovani considera a adaptação fidelíssima ao livro, com algumas ressalvas à mudanças estratégicas como a fundição de personagens, trocas de elementos de lugar e criação de situações que não existiam. "Mas tudo isso para, eu acho, estar mais próximo do livro" relata o roteirista que julga o livro como poderoso e muito rico e que o filme nunca procurou ser poderoso quanto. O roteirista reiterou que suas ambições para o filme foram modestas, sempre procurando recuperar o ponto de vista exposto por Paulo Lins, que escreveu o livro morando na própria Cidade de Deus, Rio de Janeiro.

### Escolha e o trabalho com os atores
Cidade de Deus exigiu a contratação de mais de 60 atores principais, 150 secundários e 2 600 figurantes, a maior parte sendo crianças e adolescentes. Fernando Meirelles relata que dentre os filmes que mais impressionaram ele, a maioria tinha relação com as especificidades de como é tratada a interpretação. E isto foi uma das influencias para ele decidir trabalhar com atores não-profissionais e montar uma oficina com jovens moradores das comunidades humildes do Rio de Janeiro. Outro ponto importante é que não existia a possibilidade de abrir um teste de elenco em um espectro de 500 atores negros no fim dos anos 1990. Segundo o diretor, a representatividade negra no cinema brasileiro era abalada devido o baixo número de atores negros. E os que eram aptos aos papéis, não passava pelo filtro de Meirelles. "Tinham no Brasil três ou quatro atores negros jovens e ao mesmo tempo eu sentia que atores da classe média não conseguiriam fazer aquele filme. Eu precisava de autenticidade", diz o diretor em entrevistas. No fim, Meirelles queria que o espectador se relacionasse diretamente com os personagens, sem filtros estabelecidos devido os atores. Para isso, a equipe do filme encontrou duas vertentes que os ajudaria: Em primeira instância, Kátia Lund que já trabalhara em projetos envolvendo favelas no Rio de Janeiro — como Notícias de uma Guerra Particular e videoclipe do grupo Rappa A Minha Alma. A segunda vertente foi refugiada por Guti Fraga, diretor e fundador do Nós do Morro — associação que possui grupo de teatro na favela do Vidigal, zona sul do Rio.
Em julho de 2000, foi montado uma "escola de atores" no prédio cedido pelo centro cultural Fundição Progresso, situado na Lapa. De primeiro momento, uma equipe se dividiu em duplas que percorriam comunidades — como Rocinha, Cantagalo, Chapéu Mangueira, Dona Marta, Vidigal e a própria Cidade de Deus — anunciando que haveria testes para os interessados em participar de uma oficina de atores para o cinema. Numa data previamente marcada voltavam com uma filmadora e entrevistavam centenas de candidatos agendados. Em quarenta dias, duas mil entrevistas foram filmadas, e depois foi iniciado o processo de triagem com quatrocentos jovens até chegar aos duzentos que foram selecionados para as aulas de atuação em uma oficina batizada de "Nós do Morro" em homenagem à associação de Fraga. Na escola montada na Fundição, estes duzentos jovens foram divididos em oito turmas, filtrando a idade e disponibilidade de horários. Todos recebiam lanches e auxilio transporte para as aulas que aconteceram duas vezes por semana. As aulas eram tutoradas por Fraga, e Lund e Meirelles estavam presentes auxiliando. Foi descartado técnicas teatrais ou tradicionais de interpretação durante as aulas e toda a abordagem de atuação foi baseada na improvisação. Em nenhum momento os adolescentes selecionados para o projeto leu o roteiro ou memorizou diálogos que seriam ditos durante as filmagens. Havia turmas e elas preparavam e apresentavam cenas. Logo depois, os alunos eram convidados a comentar sobre o que apresentou. A partir destes testes, eram feitas as avaliações por Meireles e Kátia Lund. Desde o início das aulas, eles já começaram a vincular os alunos com qual papel seria eventualmente o mais adequado. No fim deste processo, já estavam com os papéis principais escolhidos.
Em fevereiro de 2001, após a escolha do elenco principal, Fátima Toledo foi contratada para preparar ponderadamente o elenco. Apesar de sua experiência no ramo, Toledo enfrentou o trabalho como um grande desafio. Ela cita um dos exemplos de dificuldade na preparação de Leandro Firmino da Hora na interpretação de Zé Pequeno, que não conseguia encontrar o verdadeiro ódio para o personagem. Seu Jorge comentou o momento que foi anexado ao projeto, onde Kátia e Meirelles estavam descrevendo Mané Galinha. Jorge disse que chegou até mesmo a se identificar com seu personagem devido conflitos em sua adolescência. Matheus Nachtergaele foi o primeiro ator a ser cotado sem sequer estar em pré-produção. Meirelles entrou em contato a fim de anexá-lo ao projeto mesmo não sabendo qual personagem ele seria na trama. Durante o desenvolvimento de Cidade de Deus, Nachtergaele fez O Auto da Compadecida se tornando bastante conhecido em âmbito nacional. Meirelles não queria atores consagrados em seu filme, e achava que seria difícil formar a "química" com o elenco. Nachtergaele tomou isto como estimulo e falou que "desapareceria no filme". "A não ser minha interpretação", disse ele.

### Filmagens
Quando estavam se preparando para os estágios iniciais da filmagem principal, Fernando Meirelles recebeu uma proposta de Guel Arraes — diretor de núcleo da Rede Globo —, para dirigir um dos episódios da série Brava Gente. De imediato, Meirelles recusa o convite, porém, depois de repensar, aceita com a condição de que pudesse desenvolver na série uma história ligada a uma das fragmentações de pequenas histórias que há no livro e o uso dos jovens de sua oficina de atores. Arraes assentiu e Meirelles e Kátia Lund dirigiram juntos o episódio que serviu como uma espécie de ensaio para Cidade de Deus. Foi filmado na própria comunidade Cidade de Deus e acabou se tornando um curta-metragem apresentado e premiado em Berlim. O curta Palace II resultou em aprendizados que favoreceu a equipe como um laboratório de testes para Cidade de Deus. Em primeira instancia, Meirelles concluiu que não poderia filmar na própria Cidade de Deus. Na época, a comunidade estava em grandes conflitos e dividia em três áreas, cada uma comandada por um traficante diferente. "A gente percebeu que era uma coisa muito instável, nunca estava falando com a pessoa certa" contou Meirelles à Revista Trip que acabou em busca de outras locações. Globo Filmes e Videofilmes se aproximaram do projeto sendo anexadas como coprodutoras do filme.
Cidade de Deus foi a primeira experiência cinematográfica de considerável parte do elenco. César Charlone, o diretor de fotografia, arquitetou seu trabalho levando em consideração a dificuldade das cenas com estes atores não-profissionais. Apesar do processo de preparação de elenco, não foi imposto a eles a assimilação das técnicas de set de filmagem, como marcações, localizações a cada take e luzes. "Pensar em fazer ensaios e em marcar as cenas era uma fantasia" considera o diretor de fotografia que se adaptou com as marcações pensadas sendo modificadas a cada tomada. Charlone compara sua experiência no filme com trabalhos realizados por ele nos anos 1980 quando centrava na produção de documentários, com câmera na mão, tentando interferir o mínimo na realidade e veracidade filmada. As referências que influenciaram nas decisões de fotografia do filme, veio pela paixão de Charlone ao neo-realismo italiano e o cinema novo. Como todas outras áreas, a fotografia de Cidade de Deus também seguiu o esquema de divisão do longa-metragem em três fases. Na primeira, a cinematografia seguiu um padrão acadêmico, com takes mais "certinhos" facilitado pelo uso de tripés e com, "travelling" e "enquadrados". A segunda fase procurou seguir o que Fernando Meirelles intitulou de "não-fotografia", "com câmera e luz mostrando sem 'enfeitos', sem se deter a exploração, como se Paulo Lins operasse a câmera na mão" considera Charlone. Já na terceira, levou todo o mecanismo usado na fase anterior ao ápice.
Com um orçamento estimado em 8,2 milhões de reais — dos quais 15% vieram das leis de incentivo e o restante sendo bancado pela própria produtora de Meirelles, a O2 Filmes —, Cidade de Deus foi rodado durante nove semanas entre 19 de junho a 21 de agosto de 2001. Muitos dos figurantes e até mesmo jovens que tinham papéis importantes no longa não tinham telefone em casa. A produção ficou encarregada de enviar telegramas a todos os envolvidos informando o dia, horário e local de filmagem. Durante todas as semanas, não houve nenhum ator que não compareceu no local agendado. A gravação se deu em três fases, a primeira parte do filme — a Cidade de Deus nos anos 1960 — foi filmada no conjunto habitacional de Nova Sepetiba, Rio de Janeiro. Embora o tráfico já tivesse chegado ao local, não tinha nenhum traficante tomando conta do lugar, o que possibilitou filmar com facilidade. Na segunda fase da produção, ambientada nos anos 1970, foi também realizada em um conjunto habitacional construído na época, a Cidade Alta; já a terceira e última fase foi filmada nas favelas selecionadas e em estúdios.

### Pós-produção
Com o fim das filmagens em agosto de 2001, Cidade de Deus avançou seu estágio de desenvolvimento para a pós-produção. Em um processo de montagem liderado por Daniel Rezende que durou cerca de cinco meses. Rezende, assim como o roteirista Bráulio Mantovani, era estreante em Cinema. Havendo trabalhado editando campanhas publicitárias apenas. Rezende iniciou o processo de edição ainda em estágio de filmagens. A cada cena filmada, o material bruto era levado ao apartamento de Fernando Meirelles onde foi montado o primeiro maquinário de pós-produção para o filme. Ele compôs seu workflow com grande influência da estrutura do roteiro, seguindo as fragmentações divididas pelos anos 1960, 1970 e 1980, com um estilo de montagem diferente.
Para a primeira fase, nos anos 1960, foi utilizado uma linguagem clássica do cinema. Rezende optou por uma montagem com cortes corretos utilizando raccord, respeitando eixos e privilegiando a ação, com uma continuidade plano a plano. Os poucos plano-sequências utilizados enfatizam a situação dramática e o diálogo. Na segunda fase, nos anos 1970, onde a criminalidade já não é a maior fonte de renda dando espaço às drogas e ao tráfico, a técnica de corte raccord não é mais importante. "A liberdade dos cortes causa um certo estranhamento no espectador, preparando-o para um clima bem mais pesado que vai se aproximando" comenta Rezende. Na terceira fase, nos anos 1980 com a história de Mané Galinha e seu conflito com Zé Pequeno, a montagem não levou em consideração nenhuma regra de edição. Neste trecho, o filme tem uma carga explosiva de ação, e segundo o montador, o uso da liberdade total nesta parte "causa estranhamento, sensações de sufocamento e tensão ao espectador". Rezende exemplifica estas condições de estranhamento com cenas que alguém fala, mas não precisar mexer necessariamente os lábios, uma outra levanta em um take e está totalmente acomodada no próximo. "O estranho é bem vindo" define Rezende. Foi decidido usar estas técnicas, em virtude da decisão de Meirelles e Katia Lund — em fazer o elenco não ler os diálogos definidos pelo roteirista —, da qual possibilitou uma maior liberdade de improvisação visando tornar o filme com uma tonalidade verdadeira. Porém, deixando dificuldades para o montador. De acordo com o músico Ed Côrtes, responsável pela trilha de Cidade de Deus, a última fase do filme, foi usado músicas sombrias, com flautas, batuque do samba bem lento, e alguns efeitos sonoros.
O pôster do filme foi desenvolvido pelo designer gráfico especialista em cinema Marcelo Pallotta, a partir de fotografias de Claudio Elizabetzky.  O projeto de comunicação de um filme é comumente um trabalho de muitos envolvidos na liderança. E o pôster deve conter um balanço de ideia não pesando tanto para o lado artístico, bem como o comercial. Nesse contexto, as linhas criativas que foram levadas em consideração para a divulgação do filme de Meirelles foram estabelecidas após o designer junto à equipe assistir ao primeiro corte do filme.
Pallotta tinha em mente que o filme não possuía um protagonista fixo que levasse a história do início ao fim de forma efetiva. E esta produção conta com um quadro de atores não famosos e até mesmo não profissionais. Portanto, não seria interessante comercialmente destacar alguém desconhecido.
Com tais constatações, Pallota criou cerca de 25 variações do cartaz de Cidade de Deus. Dentre eles, o escolhido: uma galinha em destaque, o nome do filme ao centro, e ao fundo a gangue de garotos.
Meirelles comenta sobre o cartaz com bastante entusiasmo ressaltando que o fato da galinha "protagonizar-lo" se dá pelo achismo na época que a cena de abertura — é onde a ave aparece —, iria marcar o filme. Com a imagem o diretor revela que pretendeu passar o contexto de humor, apesar do tema central ser violento o enredo do filme contém uma linguagem humorizada e pop. Meirelles sumariza o layout do cartaz de Pallotta com: "tem o humor, tem o fator social, e vende muito bem o filme". O material criado foi distribuído para mais de 60 países. Contando com a exposição dos cartazes  criados nas locadoras na época de lançamento no Brasil em homevideo.

## Trilha sonora
A trilha sonora do filme tem direção musical de Antonio Pinto em conjunto de Ed Côrtes. A trilha foi dividida em duas partes distintas, sendo a primeira embalada por samba-funk instrumental com sete faixas feitas exclusivamente para o filme; a segunda parte possui outras sete faixas com músicas populares dos anos 1960 e 1970, como Cartola, Wilson Simonal e Raul Seixas.
| Trilha sonora |                                                  |                           |         |  |
| N.º           | Título                                           | Intérprete(s)             | Duração |  |
| 1.            | "Meu Nome é Zé"                                  | Antonio Pinto e Ed Cortes | 2:30    |  |
| 2.            | "Vida de Otário"                                 | Antonio Pinto e Ed Cortes | 1:24    |  |
| 3.            | "Funk da Virada"                                 | Antonio Pinto e Ed Cortes | 1:36    |  |
| 4.            | "História da Boca"                               | Antonio Pinto e Ed Cortes | 2:28    |  |
| 5.            | "Na rua, na chuva, na fazenda (Casinha de Sapê)" | Antonio Pinto e Ed Cortes | 3:29    |  |
| 6.            | "A Transa"                                       | Antonio Pinto e Ed Cortes | 2:02    |  |
| 7.            | "Metamorfose Ambulante"                          | Raul Seixas               | 3:47    |  |
| 8.            | "Nem Vem que não tem"                            | Wilson Simonal            | 2:32    |  |
| 9.            | "Preciso me Encontrar"                           | Cartola                   | 2:55    |  |
| 10.           | "Alvorada"                                       | Cartola                   | 2:34    |  |
| 11.           | "Convite para Vida"                              | Seu Jorge                 | 2:59    |  |
| 12.           | "No caminho do bem"                              | Tim Maia                  | 5:03    |  |
| 13.           | "Morte de Zé Pequeno"                            | Antonio Pinto e Ed Cortes | 1:08    |  |
| 14.           | "Batucada (remix)"                               | DJ Camilo Rocha           | 7:25    |  |

## Lançamento

### Exibição e bilheteria
Cidade de Deus estreou em maio de 2002 no Festival de Cannes. A aproximação da equipe com a Rede Globo ainda nas filmagens tornando a Globo Filmes uma das coprodutoras, facilitou o arranjo de distribuição do filme. O que também possibilitou o acesso a eficazes canais de divulgação. A emissora uniu forças dando suporte de mídia na campanha de lançamento, com crossmedia, referências em telenovelas, programas e telejornais. As estratégias de lançamento ficaram a cargo de Bruno Wainer — diretor-executivo da Lumière Brasil — e Daniel Filho da Globo Filmes, supervisionadas pela O2 Filmes.
O longa-metragem enfrentou um grande período de negociações para a distribuição internacional. Em primeira análise, os resultados foram pareceream "satisfatórios", uma vez que Fernando Meirelles havia entrado em contato com parceiros internacionais — Wild Bunch e Miramax Films —, ainda na fase de preparação do elenco em meados de 2000. Ao fim das questões contratuais finalizadas no segundo semestre de 2001, Meirelles constatou, que, no entanto não tinha feito bons contratos. Na época, quando o filme já estava pronto ele aspirou ao máximo recuperar o que tinha investido do próprio bolso. E mesmo sem experiência na área e sem advogados auxiliando com presença ativa assinou acordos que julgou "contratos que até crianças fariam melhor". O resultado final que reverberou por mais de uma década, foi uma divida de 4 milhões de reais com a distribuição do filme.
Nos circuitos brasileiros, Cidade de Deus foi distribuído exclusivamente pela Lumière. Wainer, executivo da Lumière, relatou que, desde quando a distribuidora se tornou parceira da Videofilmes comercializando Central do Brasil em 1998, estabeleceu-se um laço de confiança entre as duas companhias. A partir disto, qualquer projeto em que Vídeofilmes estava envolvida, tendia a ser um bom negócio para Lumière. Lumière juntamente com Globo Filmes conseguiu baixar a classificação etária do filme de 18 para 16 anos.
Em 30 de agosto de 2002 o filme foi lançado no Brasil em noventa salas. Porém, na segunda semana já havia 120 cópias em exibição, chegando a 180 cópias na sexta semana nas bilheterias. Na terceira semana em cartaz, com duzentas cópias, Cidade de Deus alcançou a marca de 1 milhão de espectadores nos cinemas brasileiros. Segundo notas de Filme B divulgadas em 2004, o público total foi de 3 307 746 espectadores. Em 3 de janeiro de 2003 o filme foi lançado na Inglaterra, tornando-se a terceira maior abertura de um filme em língua estrangeira no país, atrás apenas de O Tigre e o Dragão e Le fabuleux destin d'Amélie Poulain, arrecadando 1,4 milhão de reais. Em janeiro de 2003, Cidade de Deus foi lançado nos cinemas norte-americanos, e obteve também uma grande recepção positiva. Durante janeiro o filme foi lançado em outros países da Europa, como na Espanha em noventa cinemas, e França, em 150 salas.

### Análise da crítica
Cidade de Deus foi amplamente considerado um dos melhores filmes de 2002 pela imprensa brasileira e norte-americana; recebendo aclamação universal pela crítica especializada e elogios favoráveis. No site Rotten Tomatoes, o filme tem uma aprovação de 91%, chegando ao consenso de "Um olhar chocante e perturbador, mas sempre atraente para a vida nas favelas do Rio de Janeiro". No Metacritic, recebeu 79 por cento de aprovação, baseado em 33 opiniões, e classificado como "geralmente favorável" pela nota e análise do público. O critico José Couto do jornal Folha de S.Paulo relatou que "Cidade de Deus é um filme de vigor espantoso e de extrema competência narrativa. Seus grandes trunfos são o roteiro engenhosamente construído e a consistência da mise-en-scène".
O crítico brasileiro Érico Borgo do site especializado Omelete escreve em sua resenha que sente-se orgulhoso ao assistir uma obra de origem nacional "que solta aos olhos do mundo todo". Borgo elogia principalmente a direção de Meirelles e relata que "em certas passagens, é tão pop e inovadora quanto os melhores exemplares hollywoodianos". A recepção britânica foi bastante positiva, The Guardian, um dos grandes jornais do país, classificou Cidade de Deus como "o primeiro grande filme do ano". "Não caminhe para o cinema, corra", disse Peter Bradshaw em sua resenha. A revista Sight and Sound, do instituto British Film publicou uma reprodução do crítico brasileiro Ismail Xavier de três páginas, com outras ótimas resenhas do critico Paul Julian Smith. Vicent Maraval, executivo da distribuidora Wild Bunch julgou que esta grande recepção na Inglaterra dará "um grande empurrão" para as estreias em outros países. Em outras resenhas, Fernando Meirelles é comparado aos cineastas estadunidenses Quentin Tarantino e Martin Scorsese, este último sendo pelo jornal britânico The Independent. Meirelles foi questionado pela Folha de S.Paulo sobre estas comparações e reage com risadas. "Fico mais lisonjeado pelo Scorsese, mas acho um exagero sem sentido. Minha cultura cinematográfica não chega nem na canela desses dois", diz ele.
Stephen Holden do The New York Times elogia particularmente a sequência da festa de despedida de Bené (Phellipe Haagensen), no final da história, "como uma das partes mais espetaculares do filme". Em Los Angeles Times, o crítico Kenneth Turan em sua resenha define o filme como "uma potente e inesperada mistura de autenticidade e luxo visual" e "uma peça vigorosa de realismo social que está inegavelmente amparada em algo verdadeiro". Turan enaltece particularmente a montagem de Daniel Rezende como "eletrizante". Cidade de Deus não chegou a ter cópias dubladas nos cinemas, sendo exibido apenas legendado. Sobre as legendas, o crítico Mike Clark do USA Today diz que "mesmo fãs de filmes de ação avessos a ler legendas deveriam dar uma chance a este filme".

### Home video
Cidade de Deus foi lançado em VHS e DVD no Brasil em 17 de junho de 2003 apenas para locação pela distribuidora Imagem Filmes. Em formato comercial, chegou as lojas em setembro de 2003 com comentários em áudio do montador Daniel Rezende, do roteirista Bráulio Mantovani e do diretor Fernando Meirelles, e com quase uma hora de extras, incluindo filmagens feitas durante as oficinas de atores e cenas do filme removidas na edição. Em outubro do mesmo ano o filme foi lançado em edição especial para colecionadores, em um box com DVD duplo; um continha o filme, outro continha, além dos extras presentes no primeiro DVD, cenas extras, lista de prêmios, galeria de cartazes, Cidade de Deus Remix, charge animada e trailers.
Em 14 de outubro de 2009 o filme foi lançado na França em formato Blu-ray pela Warner Bros. Pictures France em conjunto da M6 Vídeo. Em território francês o disco do filme estava disponível para venda apenas para região B, e ainda continha extras que foram remasterizado para alta definição. Até dezembro de 2011, Cidade de Deus já havia sido lançado neste formato em países como Canadá, Holanda, Reino Unido e Estados Unidos.[carece de fontes?] Imagem Filmes, a detentora brasileira dos direitos de distribuição em home-video não se manifestou abertamente sobre o lançamento em alta definição.

### Esnobe no Oscar 2003 e reformulação do prêmio
Segundo uma pesquisa divulgada por Waldemar Dalenogare em abril de 2019, Cidade de Deus foi esnobado no Óscar 2003 após alguns dos membros utilizarem uma brecha no regulamento para dar nota baixa ao filme. Um número minoritário de membros da comissão de filme estrangeiro se retirou da sessão interna da academia onde estava sendo exibido o filme, antes do final, e imediatamente a nota da produção caiu de 10 para 6. Na época, isso era permitido pelo regulamento interno, e foi a primeira vez aconteceu o esvaziamento de uma sessão. Um dos pontos apontados na pesquisa, é o perfil da época dos membros que faziam parte da comissão, composto por homens de perfil conservador, e que não gostava de cenas de sexo e violência nos filmes, a não ser que tenha uma justificativa de acordo com o ponto de vista deles. Devido a reação negativa, a Miramax desistiu de fazer campanha para o filme e adiou para o ano seguinte. Quando Cidade de Deus recebeu quatro indicações no Oscar 2004, a reação negativa voltou-se para o Oscar de melhor filme estrangeiro. Em 2005 a academia encomendou um estudo para evitar tais injustiças, o que levou a criação da short list (pré-lista), para diversificar a seleção. Posteriormente, devido a uma nova polêmica no perfil do comitê nos anos 2010, foram adicionados mais membros.

## Estrutura narrativa
Cidade de Deus apresenta uma história não-linear estruturada em torno de fragmentos divididos em três décadas onde o filme é ambientado. Apesar do livro de Paulo Lins conter também uma narrativa não totalmente linear, Fernando Meirelles encontrou problemas com o grande leque de histórias e personagens. "Se você fica cortando de um para o outro o tempo todo, o personagem nunca esquenta. Tivemos que abandonar alguns pelo caminho e mais tarde voltar para recuperá-los, colocando-os de volta no filme. São idas e vindas que ajudam o espectador a acompanhar e se envolver com a trama" conta Meirelles à Revista Trópico. Segundo o diretor, esta técnica foi adotada ao filme com a intenção diametralmente oposta da de Quentin Tarantino em Pulp Fiction. Tarantino, segundo Meirelles, inverte o rolo dos filmes procurando um resultado de "confusão estimulante" ao espectador, criando uma espécie de jogo com a audiência. Já Cidade de Deus, o diretor julga a não-linearização como um modo de explicar o filme, sendo didático.
O filme é desenvolvido em três fases, cada uma com características distintas sendo consideradas por Meirelles como "se fossem três filmes diferentes". Dando uma sensação de transformação e evolução do crime ao espectador. A primeira fase se passa nos anos 1960, e têm como transição para segunda fase nos anos 1960 com a morte de Cabeleira (Jonathan Haagensen) que marca o fim do Trio Ternura; o desenvolvimento da segunda fase tem seu fim com a decisão de Mané Galinha (Seu Jorge) enfrentar Zé Pequeno (Leandro Firmino), onde se inicia a terceira e última fase no longa, que se passa nos anos 1970. Toda esta cronologia é narrada e explicada por Buscapé (Alexandre Rodrigues) que compõe a hierarquia da história, com outros personagens importantes, sendo o central da história, Zé Pequeno.

## Temas e análises
"Eu acreditava que conhecia o apartheid social que existe no Brasil até ler o livro. Percebi que nós, da classe média, não somos capazes de enxergar o que está na nossa cara. Estado, leis, cidadania, polícia, educação, perspectiva e futuro são temáticas abstratas, mera fumaça quando vistos do outro lado do abismo. Cidade de Deus não fala apenas de uma questão brasileira e sim de uma questão global. De sociedades que se desenvolvem na periferia do mundo civilizado. Da riqueza opulenta do primeiro mundo, que não consegue mais enxergar o terceiro ou quarto mundo, do outro lado ou no fundo do abismo".

— Fernando Meirelles
Cidade de Deus aborda temas com referências no cotidiano e na contradição social brasileira, sobretudo, na problematização da favela como um lugar de extrema violência, motivada pelos pontos de venda de drogas e a sucessão de líderes do tráfico. O filme tem seu andamento desencadeado por decisões dos personagens que são dividas em partes e não seguem uma ordem cronológica. Estes determinantes são apresentados no filme pelos ritos de passagem estabelecidos para os personagens com participações importantes na trama, sempre usando técnicas e estéticas da televisão e da publicidade.
Estes ritos que definem fases e evoluções de personagens foram bastante utilizado em Cidade de Deus. Um desses casos acontece com Mané Galinha no desenvolvimento de uma sequência de cenas que termina em um assalto ao banco, onde a morte de um inocente passa ser "exceção à regra". Contudo, a morte de um destes inocentes desencadeia na queda de Galinha. Outra cena onde é explorado esta técnica é quando Marreco e Alicate estão escondidos da polícia em cima de um arvore. A câmera é usada de forma a passar toda agonia e inquietação do Alicate (Jefechander Suplino) que está em transe e decide abandonar a vida do crime.

### Crime e o tráfico de drogas
O tráfico de drogas é usado na trama do filme como o principal causador da grande guerra entre Sandro Cenoura e Zé Pequeno na terceira e última parte do filme, situada nos anos 1980. As drogas logo vêm acompanhas pelo cenário criminal, que é explorado na primeira e segunda parte do filme com os personagens do Trio Ternura — Cabeleira, Alicate e Marreco. A violência em conjunto do tráfico de drogas e o crime é a consciência da trama e são os fatores que desperta os importantes personagens e desencadeia uma das principais temáticas.

"No pé ou na mão": Cena considerada por site especializado no meio cinematográfico como a mais violenta da história do cinema

Os incidentes criminais são aviados pelas crianças que cresceram nesta vida e são vertentes importantes no enredo. O longa se permite explicar os mecanismos de trabalho desde a fabricação ao mercado do narcotráfico nas comunidades, que é realizado por jovens e adolescentes. Eles podem servir em funções que a obra intitula por "avião", "soltador de pipa", "vapor" ou "menino dos recados" — este último desempenhado por Filé com Fritas (Darlan Cunha). Ao levar um recado de Zé Pequeno para seu rival, Sandro Cenoura, Filé é repreendido por Mané Galinha, que o lembra que é apenas uma criança e este no momento responde: "Que criança? Eu fumo, eu cheiro, já matei, já roubei, sou sujeito homem".
Nestes crimes, também opera com condutas antissociais os garotos do grupo "Caixa Baixa", que praticam assaltos dentro e fora da favela Cidade de Deus. Os membros desta gangue adolescente chama a atenção de Zé Pequeno que não gostava de roubos na favela onde ele é o dono. Para resolver este impasse, Pequeno chama Filé com Fritas para caçar os garotos da gangue no intuito de "dar uma lição". Este fato desfecha em outro rito de passagem quando o personagem Filé com Fritas é obrigado por Pequeno a escolher e matar um dos meninos do Caixa Baixa.
Este momento resulta em uma cena impactante considerada a mais violenta do cinema, descrita pelo site especializado Pop Crunch como a mais difícil de ser assistida. A cena, cujo objeto ocorrente é a reação de duas crianças ao precisar escolher um tiro no pé ou na mão, foi enaltecida pela crítica por seu alto realismo com crianças expostas a uma situação-limite. Os interpretes das crianças são Felipe Paulino da Silva e Micael Borges, que tinham apenas 7 anos. Felipe realmente chorou nas filmagens da cena. "O Felipinho confundiu ficção com realidade", disse, em uma entrevista coletiva, o diretor Fernando Meirelles. O fator "violência" causou agitação durante as exibições de Cidade de Deus para comissões oficiais do Oscar de Melhor Filme Estrangeiro de 2003. Segundo Folha de S. Paulo considerável parte dos membros da Academia deixaram a sala antes do término da projeção, em virtude do alto grau de violência realista presente no filme, que os deixaram escandalizados.

## Legado e influência
Cidade de Deus fez história e se tornou um dos filmes brasileiros mais importantes de todos os tempos. Desde seu lançamento, até então o filme continua sendo citado em matérias e listas sobre melhores filmes em categorias como melhores filmes de drama, melhores filmes de ação e melhores filmes estrangeiros da década em sites e revistas especializadas e de renome no mundo cinematográfico. Cidade de Deus é comumente enaltecido por seus diálogos que deixaram marcas e ainda são reproduzidos. Como na cena em que Zé Pequeno toma a boca de fumo de Neguinho, onde é dita a frase "Meu nome agora é Zé Pequeno, porra!", considerada um marco e titulada como uma das mais inesquecíveis do cinema. Francisco Russo, crítico do AdoroCinema, relata que o filme merece todos estes títulos "pelas qualidades artísticas e estéticas ou pela repercussão que alcançou" e pelo fato de ser até agora o único longa-metragem brasileiro indicado em quatro categorias do Óscar. Cidade de Deus por sua importância, foi o marco final do período conhecido como "a retomada do cinema brasileiro".

A graphic novel Coringa tem quadro inspirado em Cidade de Deus na edição de 2008.

Em 2 de março de 2005 foi lançado o livro City of God in Several Voices - Brazilian Social Cinema as Action escrito por Else Vieira, que ministrava estudos brasileiros na Universidade de Londres. O lançamento contou com a presença de Fernando Meirelles e três integrantes do elenco que estava no Reino Unido apresentando métodos usados durante as filmagens. O livro em língua inglesa de Else aborda discussões sobre a situação social do filme, o processo de produção de sua gênese ao lançamento e as polêmicas que seguiram a sua realização, como a discussão que Meirelles seguiu uma estética estrangeira. A ida do elenco ao país foi organizada e patrocinada pela Universidade de Londres e pela organização não-governamental ABC Trust, que realiza trabalhos assistenciais no Brasil. Após Londres, os atores realizaram oficinas em Liverpool e em Coimbra, em Portugal.
O filme de Meirelles foi usado como inspiração e em caráter de homenagem em grandes projetos no Brasil e no mundo. Em outubro de 2008 foi lançada a graphic novel Coringa desenhada por Lee Bermejo e roteirizada por Brian Azzarello. Um quadro da página 118 da história em quadrinho foi noticiado pela impressa internacional como "referência clara" à cena de Zé Pequeno — ainda então Dadinho — cometendo seus pequenos crimes. Bermejo desenhou outros quadros da revista buscando inspirações como em The Dark Knight e no cantor Iggy Pop, líder do grupo punk The Stooges. No Brasil, o longa foi homenageado em um episódio especial da série animada Turma da Mônica. No episódio ocorrente Chico Bento aparece contracenando com Zé Pequeno em uma paródia da cena de abertura de Cidade de Deus onde a equipe de Pequeno corre atrás de uma galinha.
Tekkonkinkreet, anime japonês de 2006 dirigido por Michael Arias se inspira abertamente nas estruturas narrativas de Cidade de Deus. Arias em entrevista concedida à revista Otaku USA especializada em mangás e animes, diz:

Cidade de Deus foi uma enorme influência. Pedi à equipe para assisti-lo porque é uma experiência muito densa, com muita informação, e achei que era muito relevante para o que eu pretendia alcançar com Tekkon. [A obra] não gasta muito tempo com explicações e também acontece em um mundo bastante fechado, uma favela. E muitos de seus personagens são crianças, então achei que seria uma referência muito boa. É um filme fantástico.
Apesar da tematização da favela no cinema brasileiro não ser uma novidade, Cidade de Deus influenciou a estrutura estética de filmes que começaram a receber o rótulo de "favela movie" pela crítica especializada e jornalistas. Esta atribuição a filmes que seguem esta mesma temática entrou em grande uso, sendo considerado atualmente um novo gênero cinematográfico, que centraliza ou aborda em algumas passagens de roteiro a favela como ambientação, sendo veemente acompanhado por violência explicita e o tráfico de drogas.
Em maio de 2005, foi escolhido como um dos 100 melhores filmes de todos os tempos pela revista estadunidense Time em uma lista que não coloca os filmes em ordem. Em 2008, a revista britânica Empire escolheu o longa como um dos melhores filmes de todos os tempos, atingindo a posição 177º, e em 2010, a Empire reformulou a lista, colocando-o como o sétimo melhor filme do cinema mundial, elogiando a narrativa e interpretação do elenco e, no mesmo ano, recebeu a sexta colocação como melhor filme de ação pelo The Guardian. Em 2016, figurou na lista dos Os 100 melhores filmes do século XXI segundo a BBC, aparecendo na 38a posição. Em outubro de 2018, foi o único filme da América do Sul a aparecer na lista de 100 melhores filmes estrangeiros da BBC, ocupando a 42ª posição no ranking.
Durante o painel da Netflix na San Diego Comic-Con 2016, Cheo Hodari Coker, produtor da série Luke Cage, revelou ter se inspirado no filme: "Em muitos termos, a série trata de assuntos que a sociedade negra dos Estados Unidos hoje discute, mas ao mesmo tempo diz a respeito do mundo todo. É como Cidade de Deus, um filme incrível, que tem uma cultura diferente da nossa, mas que você consegue identificar uma originalidade e sentir a energia que a história em si transmite." Ainda no evento, Coker continuou enaltecendo a obra de Meirelles enfatizando, segundo ele, que é o melhor filme da cultura pop de todos os tempos. Abrindo parenteses para falar das histórias fragmentadas que depois se entrelaçam e a dinâmica dos personagens. "Quando assisti ao filme pela primeira vez e vi aquelas cenas dentro do apartamento, a corrida com a galinha, tudo isso me remeteu à cultura dos anos 70 de um jeito incrível. Levo Cidade de Deus como inspiração para todo o meu trabalho e com  Luke Cage não é diferente", completou o produtor.
Michael B. Jordan, que interpretou o vilão Erik Killmonger no filme Pantera Negra, comentou que Cidade de Deus serviu de inspiração para seu papel: "Fiz pesquisa para meu personagem vendo o filme de Fernando Meirelles e Kátia Lund, e ele se tornou um de meus favoritos na vida. Quando [o diretor] Ryan Coogler disse que ele queria que os meninos de Cidade de Deus se vissem na tela em Pantera Negra ele resumiu de uma forma bem crua o sumo deste nosso papo."

### Documentário
Em 2012 foi exibido em festivais — como Festival do Rio, Festival Internacional de Miami, Festival de Havana entre outros — o documentário Cidade de Deus - 10 Anos Depois dirigido por Cavi Borges, que tem o objetivo de apresentar todo o impacto nacional e internacional que o filme causou, contando ainda com as transformações vividas por boa parte do elenco. O documentário evidencia a importância de Cidade de Deus e sua influência na vida dos atores que na época eram não-profissionais que participaram do projeto. Alice Braga conseguiu notoriedade após participar do filme mesmo não estando em um papel recorrente na trama. Alice relata no documentário que "a hora do beijo virou um frame do filme que ajudou muito para mim, pois foi o frame que foi pro pôster dos Estados Unidos".
Cidade de Deus - 10 Anos Depois ficou pronto em 2012, no entanto, levou exatos três anos para ser vinculado comercialmente nos cinemas brasileiros. Embora a demora para exibição em circuito cause estranheza, o filme obteve grande interesse e apreço por parte do público fã de Cidade de Deus. Borges recebeu grandes críticas negativas sobre a falta de participação de membros da produção do longa Cidade de Deus, sobretudo, a ausência de maiores esclarecimentos de Fernando Meirelles e Kátia Lund sobre  o valor pago aos atores — assunto que foi colocado no documentário em perspectiva com a estreia em Cannes, as quatro indicações ao Oscar e a repercussão em torno da obra.

### Turismo no Rio de Janeiro
Cidade de Deus, assim como o filme Tropa de Elite (2007), centra sua trama em uma comunidade do Rio de Janeiro onde envolve extrema violência e caos devido o grande tráfico de drogas na região. Com a ampla repercussão internacional de ambos os filmes, muito se repercutiu por críticos e jornalistas que isto influenciaria na construção e difusão de uma imagem generalizada das favelas utilizadas como ambientação nos filmes. A preocupação levando em conta uma possível dedução no fluxo turístico internacional do Rio de Janeiro foi acatada, devido a taxa de criminalidade ser de fato muito altas.
No entanto, o sucesso de Cidade de Deus e outras obras do gênero favela movie geraram ao contrário do esperado, quebrando paradigmas e estabelecendo um novo parâmetro de turismo no Rio de Janeiro, o reality tour nas favelas. A influência do filme de Meirelles nesta nova modalidade é constatada por agentes de turismo que afirma ter crescido o fluxo consideravelmente desde 2002 com a repercussão do longa. O conjunto habitacional que inspira o filme fica longe da privilegiada zona sul da cidade, tornando a Rocinha como um dos pontos mais visitados pelos fãs.

## Prêmios e indicações
O sucesso de Cidade de Deus junto a crítica também refletiu-se nos prêmios recebidos pelo filme. O longa não conseguiu uma nomeação ao Óscar no ano em que foi lançado, pois não tinha entrado em circuito internacional, sendo lançado na Europa e Estados Unidos apenas em janeiro de 2003. Bruno Wainer — executivo da distribuidora Lumière, lamentou que o longa não foi nomeado dentre os cinco indicados para o Oscar de melhor filme estrangeiro no ano de lançamento nos cinemas brasileiros. Para ele, se houvesse a indicação naquele momento, o filme superaria a marca de quatro milhões de espectadores. Em janeiro de 2004, o longa foi indicado a quatro categorias na Academia — melhor direção, melhor roteiro adaptado, melhor edição e melhor fotografia. O filme também obteve indicações em massa no Grande Prêmio do Cinema Brasileiro, vencendo nas categorias melhor filme, melhor diretor (Fernando Meirelles), melhor roteiro adaptado (Bráulio Mantovani), melhor fotografia (Cesár Charlone), melhor som e melhor edição (Daniel Rezende).
- Oscar 2004[115]

| Categoria               | Complemento        | Resultado |
| ----------------------- | ------------------ | --------- |
| Melhor Diretor          | Fernando Meirelles | Indicado  |
| Melhor Roteiro Adaptado | Bráulio Mantovani  | Indicado  |
| Melhor Edição           | Daniel Rezende     | Indicado  |
| Melhor Fotografia       | Cesár Charlone     | Indicado  |

- Grande Prêmio do Cinema Brasileiro 2003[116]

| Categoria                | Complemento | Resultado |
| ------------------------ | --- | --------- |
| Melhor Filme             | Globo Filmes / Videofilmes / O2 Filmes                                                                                      | Vencido   |
| Melhor Diretor           | Fernando Meirelles | Vencido   |
| Melhor Roteiro Adaptado  | Bráulio Mantovani | Vencido   |
| Melhor Fotografia        | César Charlone | Vencido   |
| Melhor Som               | Guilherme Ayrosa, Paulo Ricardo Nunes Alessandro Laroca Alejandro Quevedo Carlos Honc, Roland Thai, Rudy Pi e Adam Sawelson | Vencido   |
| Melhor montagem          | Daniel Rezende | Vencido   |
| Melhor Ator              | Leandro Firmino da Hora | Indicado  |
| Melhor Atriz             | Roberta Rodrigues | Indicado  |
| Melhor Ator Coadjuvante  | Douglas Silva e Jonathan Haagensen                                                                                          | Indicado  |
| Melhor Atriz Coadjuvante | Alice Braga e Graziella Moretto                                                                                             | Indicado  |
| Melhor Figurino          | Bia Salgado e Inês Salgado                                                                                                  | Indicado  |
| Melhor Maquiagem         | Anna Van Steen | Indicado  |
| Melhor Trilha Sonora     | Antonio Pinto e Ed Côrtes                                                                                                   | Indicado  |
| Melhor Direção de Arte   | Tulé Peake | Indicado  |